# Мікрокліматологія
Мікрокліматологія (рос. микроклиматология, англ. microclimatology, нім. Mikroklimatologie f) — розділ кліматології, присвячений вивченню мікроклімату (наприклад, у гірничій справі — мікроклімат кар'єру, мікроклімат шахти, рудника, копальні тощо).